# Аренільяс-де-Ріопісуерга
Аренільяс-де-Ріопісуерга (ісп. Arenillas de Riopisuerga) — муніципалітет в Іспанії, у складі автономної спільноти Кастилія-і-Леон, у провінції Бургос. Населення — 182 особи (2010).
Муніципалітет розташований на відстані близько 220 км на північ від Мадрида, 44 км на захід від Бургоса.

## Демографія
Динаміка населення (INE ):